# Объективное избирательное право

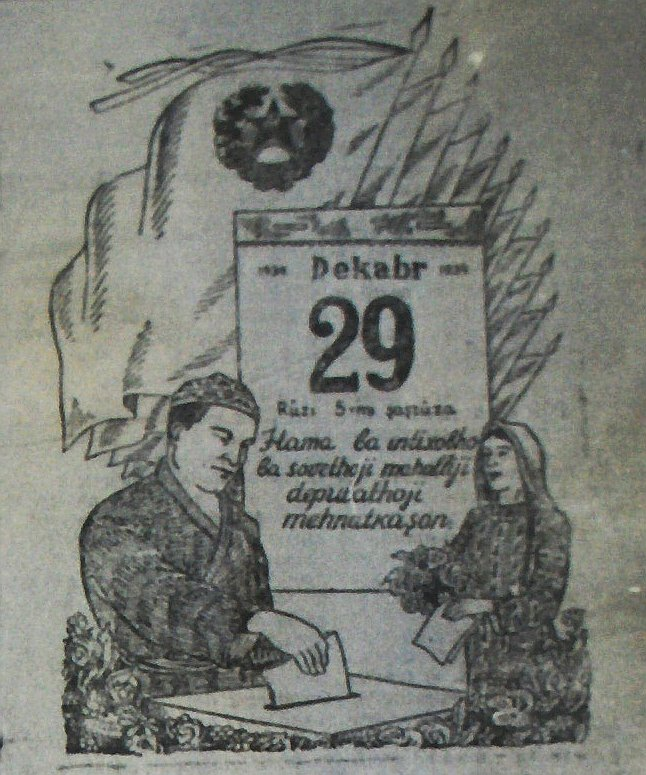
Голосование на выборах в СССР, иллюстрация из газеты «Коммунистическая Исфара», 29 декабря 1938 года.

Объективное избирательное право (или избирательное право в широком смысле) — совокупность правовых норм, которыми устанавливается порядок избрания выборных должностных лиц (президент, мэр и т. д.) и представительных органов государственной власти (парламент) и местного самоуправления в определённой стране или части страны. Относительно понимания объективного избирательного права следует выделить четыре основные точки зрения: 1) избирательное право является институтом конституционного права; 2) избирательное право является комплексным межотраслевым институтом права; 3) избирательное право является подотраслью конституционного права; 4) избирательное право является самостоятельной отраслью права. Наиболее обоснованной из выше приведенных четырех точек зрения является его понимание именно как подотрасли конституционного права.

## Соотношений понятий «избирательное право» и «избирательная система»
Таким образом, избирательное право регулирует избирательную систему (также в широком смысле), что позволяет некоторым учёным поставить знак равенства между понятиями «избирательное право» и «избирательная система». Другие авторы, признавая тесную связь этих явлений, возражают против их отождествления. Соотношение избирательного права и избирательной системы в таком случае можно охарактеризовать следующим образом: под избирательной системой следует понимать сам порядок выборов, который закреплён в избирательном праве. Можно также с некоторой долей условности говорить и о том, что избирательное право является формой, а избирательная система — содержанием реальных общественных отношений по выборам соответствующих органов и должностных лиц.

## Место в системе права
С точки зрения системы права, избирательное право является подотраслью конституционного права. Нормы избирательного права имеют шесть сущностных черт: 1) особый смысл; 2) учредительный характер; 3) специфичность структуры; 4) особое время действия; 5) поливалентный характер; 6) особый субъектный состав. Избирательное право содержит достаточно большое количество норм, которые также отличаются друг от друга по различным признакам. Каждый вид избирательных норм имеет свое специфическое содержание и особое предназначение в избирательном праве.

## Значение
Нормами избирательного права определяют, регулируют и устанавливают:
- базовые принципы избирательной системы государства;
- условия предоставления гражданам избирательных прав;
- порядок выборов:
  - выдвижение кандидатов,
  - проведение предвыборной агитации,
  - финансирование избирательных кампаний,
  - порядок голосования,
  - порядок определения результатов голосования;
- нормы представительства;
- статус и полномочия избирательных комиссий

и пр.

### Конституции
Основным источником избирательного права, закрепляющим его основные принципы, имеющим наивысшую юридическую силу, является конституция государства.
Объём избирательных правоотношений, регулируемых конституциями различен: одни конституции содержат лишь декларативные положения об избирательном праве, другие — целые главы и разделы, посвящённые избирательному праву.
| Государство  | Акт                 | Содержание (частично) | Ссылка                                                     |
| ------------ | ------------------- | --- | ---------------------------------------------------------- |
| ИталияИП     | Конституция Италии  | Статья 48. Избирателями являются все достигшие совершеннолетия граждане — мужчины и женщины. Голосование является личным и равным, свободным и тайным. Его осуществление является гражданским долгом. | Гарант                                                     |
| ЯпонияИП     | Конституция Японии  | Статья 15. Народ обладает неотъемлемым правом избирать должностных лиц органов публичной власти и отстранять их от должности. При выборах должностных лиц органов публичной власти гарантируется всеобщее избирательное право для совершеннолетних. При проведении любых выборов тайна голосования не должна нарушаться. Избиратель не несет ответственности ни в публичном, ни в частном порядке за сделанный им выбор. | Гарант                                                     |
| РоссияИП     | Конституция России  | Статья 32. 2. Граждане Российской Федерации имеют право избирать и быть избранными в органы государственной власти и органы местного самоуправления, а также участвовать в референдуме. 3. Не имеют права избирать и быть избранными граждане, признанные судом недееспособными, а также содержащиеся в местах лишения свободы по приговору суда.                                                                        | Гарант Архивная копия от 26 ноября 2009 на Wayback Machine |
| Франция · ИП | Конституция Франции | Статья 3. Голосование может быть прямым или косвенным в соответствии с условиями, предусмотренными Конституцией. Оно всегда является всеобщим, равным и тайным. В соответствии с условиями, определяемыми законом, избирателями являются все совершеннолетние французские граждане обоего пола, пользующиеся гражданскими и политическими правами.                                                                       | Гарант                                                     |

### Специальные законы
Конкретизация положений избирательного права, закреплённых в конституции происходит в специальных законах о выборах.
В отдельных государствах происходит кодификация избирательного права. Так, например, во Франции действует избирательный кодекс.
| Государство  | Специальные закон | Общие законы               |
| ------------ | --- | -------------------------- |
| РоссияИП     | - Федеральный закон от 12 июня 2002 года № 67-ФЗ «Об основных гарантиях избирательных прав и права на участие в референдуме граждан Российской Федерации» Архивная копия от 22 октября 2011 на Wayback Machine; - Федеральный закон от 10 января 2003 года № 19-ФЗ «О выборах Президента Российской Федерации» Архивная копия от 30 октября 2011 на Wayback Machine; - Федеральный закон от 18 мая 2005 года № 51-ФЗ «О выборах депутатов Государственной Думы Федерального Собрания Российской Федерации» Архивная копия от 25 декабря 2011 на Wayback Machine; - Федеральный закон от 6 октября 1999 года № 184-ФЗ «Об общих принципах организации законодательных(представительных) и исполнительных органов государственной власти субъектов Российской Федерации» Архивная копия от 4 марта 2016 на Wayback Machine; - Федеральный закон от 6 октября 2003 года № 131-ФЗ «Об общих принципах организации местного самоуправления в Российской Федерации». | - УК РФ - КоАП РФ - ГПК РФ |
| Франция · ИП | Избирательный кодекс Франции |                            |

## Принципы
Принципы избирательного права — общепризнанные, базовые, универсальные начала (стандарты), отражающие демократическую природу выборов как конституционной основы народовластия, определяющие фундамент правового регулирования избирательных прав, согласованную систему гарантий, процедур, обеспечивающих императивное, честное проведение различных видов выборов, реализацию и защиту избирательных прав граждан.
Таким образом, принципы избирательного права являются основополагающими условиями регулирования избирательных правоотношений.
Следует отметить, что разнообразие политических систем в мире предполагает и различие в правовом регулировании института выборов. Как следствие из этого вытекает закрепление различных принципов избирательного права.
Так, например, для советского избирательного права характерным было «отождествление принципов избирательного права применительно к условиям реализации гражданами субъективного права избирать и быть избранными в органы государственной власти. В качестве принципов рассматривалось исключительно участие граждан в выборах на основе общего прямого равного избирательного права при тайном голосовании». Такой узкий подход преимущественно сохраняется и в наше время. А. Г. Орлов указывает на существование следующих основных принципов:
- Всеобщность. Означает предоставление всем без исключения дееспособным гражданам права на активное (в качестве избирателя) и пассивное (в качестве кандидата) участие в выборах. Иногда конкретное применение данного принципа связано с введением различного рода ограничений, называемых цензами. Условиями допущения к выборам могут быть имущественные, образовательные цензы, ценз оседлости. В настоящее время из многочисленных ранее цензов действуют в основном возрастной и ценз гражданства. В России активным избирательным правом пользуются все граждане, достигшие 18-ти лет.
- Равенство. Предполагает право на равенство возможностей избирателей и кандидатов в процессе выборов. Этот принцип предусматривает, что все участвуют в выборах на равных основаниях.
- Прямое голосование. Предусматривает прямые выборы избирателями кандидатов в органы власти.
- Тайное голосование.
- Принцип свободы выборов. Предполагает добровольность участия в выборах; нельзя оказывать давление, принуждать к участию в выборах; принцип ограничения срока выборов предполагает недопущение отмены и переноса выборов, если это не предусмотрено правовыми нормами.

Такая концепция искусственно сужает систему принципов избирательного права, сводя их по сути к принципам активного избирательного права.
Существует и боле широкий подход к пониманию принципов избирательного права.

## Цензы
Существуют различные цензы:
- возрастной ценз
- ценз оседлости (гражданства)
- ценз образованности
- имущественный
- расовый
- половой[12]

## Определение результатов голосования
См. избирательные системы

## Внешние ссылки
- Существующие обязательства по проведению демократических выборов в государствах-участниках ОБСЕ. Варшава: ОБСЕ/БДИПЧ, 2004
- Свод рекомендуемых норм при проведении выборов, СЕ, 2002
- Конвенция о стандартах демократических выборов, избирательных прав и свобод в государствах-участниках СНГ, 2002
- Конвенция об участии иностранцев в общественной жизни на местном уровне Архивная копия от 14 октября 2009 на Wayback Machine СЕ, 1992
- Замечание общего порядка 25. Статья 25 Архивная копия от 21 ноября 2005 на Wayback Machine КПЧ ООН, 1996
- Декларация о критериях свободных и справедливых выборов Архивная копия от 14 декабря 2010 на Wayback Machine Межпарламентский союз, 1994
- Любарев А. Е. Проблемы систематизации международных избирательных стандартов Архивная копия от 5 марта 2016 на Wayback Machine «Московский журнал международного права», 2009, № 3, с. 5-25
- G. S. Goodwin-Gill Codes of conduct for elections Архивная копия от 29 июня 2010 на Wayback Machine Межпарламентский союз, 1998  (англ.)
- G. S. Goodwin-Gill Free and Fair Elections Архивная копия от 29 августа 2017 на Wayback Machine Межпарламентский союз, 2006  (англ.)
- Нестерович В.Ф. Виборче право України / В.Ф. Нестерович: Підручник. Київ: Видавництво Ліра-К, 2017. 504 с.
- Нестерович В.Ф. Виборче право як підгалузь конституційного права України Архивная копия от 2 августа 2018 на Wayback Machine / В.Ф. Нестерович. Право і суспільство. 2018. № 3. С. 44-49.
- Нестерович В. Ф. Поняття, сутнісні риси та види норм виборчого права України / В. Ф. Нестерович // Правовий часопис Донбасу. - 2018. - № 3. - С. 33-39.